# Los Guaraguao
Los Guaraguao es un grupo musical venezolano enmarcado dentro del movimiento de la nueva canción latinoamericana.

## Historia
El grupo se formó en el año 1973, tomando su nombre del vocablo aborigen utilizado para designar al halcón o zopilote. Los fundadores de la agrupación fueron Eduardo Martínez (solista y cuatro), Luis Suárez (guitarra), Jesús Cordero (bajo) y José Manuel Guerra (batería). Ese mismo año, su interpretación de "Casas  de cartón" del compositor Alí Primera se  popularizó ampliamente en muchos países de habla hispana. Esta canción, de poética sencilla, describe la vida miserable en los cinturones de miseria de las urbes latinomericanas.
También en 1973, formaron parte de la delegación venezolana que viajó a México, dentro de la “Muestra de Cine Venezolano”.  En este país, permanecieron por diez meses, presentándose en programas de televisión y realizando conciertos en el Teatro Bellas Artes, Teatro Blanquita y también en Universidades y comunidades campesinas. Se presentaron en el “Festival de San Juan de Aragón”.
En el año 1974 participaron en el festival Siete Días con el Pueblo, en República Dominicana. 
En 1985, Ali Primera falleció en un controvertido accidente de automóvil. La muerte del compositor, quien fuera el proveedor fundamental de las canciones sociales del grupo, determinó un letargo por largo tiempo para la agrupación.
El ascenso de partidos vinculados en el pasado a movimientos de izquierda en los últimos años en América Latina determinó un renacer nostálgico para la agrupación. Por ejemplo, en noviembre de 2007, Los Guaraguao viajaron a El Salvador a  participar en la proclamación pública de la candidatura de Mauricio Funes por FMLN, futuro presidente de ese país y en 2008 fueron invitados por la presidencia de la República Dominicana a participar en un  acto celebrado por los trabajadores del FTL  en el club Mauricio Báez de la capital dominicana. Para 2009, los Guaraguao realizaron un concierto en Honduras frente a miles de personas, en apoyo al Frente Nacional de Resistencia Popular (FNRP), movimiento surgido luego del golpe de Estado militar que derrocó al presidente Manuel Zelaya Rosales.

## Discografía
- Alí Primera y Los Guaraguao 20/20
- El Sombrero Azul - Por los Derechos del Hombre
- Es mi Viejo
- Casas de Cartón
- Probrecito Mi País
- Tío Caimán
- Todo es por amor
- Venezuela, Folklore y Esperanza